# 阿德南·阿克马尔
阿德南·阿克马尔 (乌尔都语; 1985年3月13日-)是一名巴基斯坦板球运动员。他是一名右撇子，曾代表他的国家参加U-17级别的比赛。他被征召入选巴基斯坦国家板球队，他的兄弟坎兰·阿克马和乌玛·阿克马都与巴基斯坦板球委员会签订了核心合同，都是国家队的常客。安南在2010年11月12日对阵南非国家板球队的比赛中首次亮相。

## 职业生涯
2018年4月，他被列入信德省板球队参加2018巴基斯坦杯的阵容。2019年3月，他被列入开伯尔-普赫图赫瓦省板球队参加2019巴基斯坦杯。
2019年9月，他代表南旁遮普省板球队参加了Quaid-e-Azam Trophy锦标赛。2021年1月，他加入俾路支省板球队，参加2021年巴基斯坦杯。